# Köblös Antal
Köblös Antal (Torda, 1937. július 10.– Kolozsvár, 2010. október 11.) geológus szakíró.

## Életútja
Kolozsvárt érettségizett (1954), a Bolyai Tudományegyetemen földtan-földrajz szakos diplomát szerzett (1959). Pályáját az Aranyosbányai Bányavállalatnál kezdte (1960–66), a kolozsvári Ásványkutató Kombinátnál folytatta (1966–74), közben tanulmányokat végzett a bukaresti Ștefan Gheorghiu Akadémián, majd a kolozsvári Nemfémes Ásványi Nyersanyagok Kutató és Tervező Intézetének tudományos főmunkatársaként működött nyugdíjazásáig. A Kriterion Kézikönyvek-sorozatban megjelent Geológiai kislexikon (Bukarest, 1983) társszerzője, a teleptani és a kőolajgeológiai címszavak szerzője.
Kolozsvárt érte a halál, a Házsongárdi temetőben helyezték örök nyugalomra 2010. október 14-én.